# Contestação
Contestação é um conflito, oposição, recusa global e sistemática das estruturas sociais em que se vive.
Sinônimo de contestação: contradição, impugnação, negação, objecção, oposição, protesto, queixa e reclamação.

## Natureza jurídica
Trata-se da modalidade processual de resposta mais comum, pois é através da contestação que o réu impugna o pedido formulado pelo autor da ação, defendendo-se no plano do mérito. Essa defesa pode ser (i) direta (quando o fato constitutivo do direito alegado pelo autor ou os efeitos jurídicos por ele produzidos são negados) ou (ii) indireta (quando o réu ergue um novo fato, modificativo, impeditivo ou extintivo do direito alegado pelo autor).
É portanto uma das modalidades de resposta, junto com a reconvenção e as exceções. No entanto, é por meio da contestação que o réu apresentará defesa sobre o próprio mérito da ação, razão pela qual, caso não apresentada, tornar-se-á revel o réu naquela ação. Assim, caso a contestação não seja apresentada no prazo legal, ocorrerá a revelia, cujo efeito é a presunção de que são verdadeiros (presunção relativa) os fatos alegados pelo autor na petição inicial. Cabe salientar que a presunção de veracidade dos fatos alegados pelo autor, efeito da revelia, não acompanha obrigatoriamente o instituto, podendo o juiz, mesmo tendo decretada a revelia, pedir ao réu que especifique as provas que pretende produzir.

## Prazo
O processo do Novo CPC brasileiro consolida a contestação como principal defesa do réu, ampliando sua importância.
Toda a matéria de defesa pode, a partir da entrada em vigor do Novo CPC, se concentrar na contestação.
Considerando o texto da Nova Lei, as outrora até cinco peças de resposta, previstas no CPC de 1973 passam a se resumir a uma: contestação.

### Possibilidade de correção do polo passivo pelo autor
Alegação comumente utilizada por diversos motivos é a ilegitimidade da parte que, como vimos, deve ser alegada como preliminar na contestação.
Segundo a regra do CPC/73, ao reconhecer a ilegitimidade da parte, o juiz deve extinguir o feito sem resolução do mérito (art. 267, VI). O Novo CPC apontou um caminho distinto.
A nova legislação permite que o autor corrija o polo passivo da ação.
Assim, se o réu alegar ser parte ilegítima ou não ser o responsável pelo prejuízo invocado, o juiz faculta ao autor a alteração da petição inicial para substituição do réu em 15 dias.
Se o autor concordar com a alteração, deverá indenizar o réu ilegítimo das despesas e pagará honorários ao procurador do réu excluído fixados entre três a cinco por cento do valor da causa. Em sendo irrisório o valor, o juiz pode fixar por equidade.
Importante destacar que o réu, ao alegar sua ilegitimidade, deve indicar quem é o correto sujeito passivo da lide sempre que disso tiver conhecimento, se não o fizer – podendo – arcará com as despesas processuais e prejuízos que decorrerem especificamente da falta de indicação.
O autor também pode acrescer o polo passivo da ação, incluindo o sujeito indicado pelo réu (sem exclusão deste).
Friso que se o réu alegar ilegitimidade e o autor insistir em processá-lo, caso o juiz reconheça a ausência de legitimidade deverá extinguir a ação sem resolução do mérito, nos termos do art. 485, VI do Novo CPC, respondendo, nestes casos, por todas as despesas processuais e honorários advocatícios que não serão mais limitados a 5% como no caso em que aceita a substituição.

### Prazo para contestação no Novo CPC
O processo se inicia com a petição inicial que produz efeitos a partir do registro ou distribuição, o próximo ato, em regra, é a audiência de conciliação obrigatória (que poderá ocorrer em meio eletrônico).
Apenas após a realização da audiência (e não a partir da citação), inicia a fluência do prazo para a contestação.
O prazo, assim, é de 15 dias, lembrando que a contagem com o novo CPC só considera dias úteis (art. 219).
O inciso II do art. 335 citado é uma exceção, pois para que a audiência de conciliação não seja realizada é necessário que autor (na petição inicial) e o réu em manifestação com no mínimo 10 dias de antecedência da audiência se manifestem por sua não realização.
Não basta apenas uma das partes não querer como ocorre no sistema do CPC/73.
Se o autor apresentou sua opção por não realizar audiência de conciliação/mediação, o prazo para a contestação começará a fluir da data em que o réu também manifestou-se neste sentido.
É digno de nota que o Novo CPC dispõe que se houver mais de um réu (litisconsórcio passivo) e estes tiverem procuradores de escritórios de advocacia distintos (requisito novo), o prazo será contado em dobro para processos físicos, ou seja, a dobra não é aplicável a processos eletrônicos, uma vez que há disponibilidade dos autos indistintamente a todas as partes.
Se houver mais de um réu, é necessário que todos manifestem recusa à audiência de conciliação para que esta não seja realizada, no entanto a partir de cada recusa começa a fluir o prazo para contestação daquele específico réu, ou seja, nesses casos o prazo não será comum, mas individualizado para cada réu.

### Prazo da contestação para a Fazenda Pública no Novo CPC
O Novo CPC inova ao tratar a Fazenda Pública em um título exclusivo.
Entendo muito coerente esse tratamento, já que busca sistematizar mais adequadamente o regime processual da Fazenda.
O novo CPC modifica o antigo art. 188 do CPC/73 (prazo em quádruplo para contestar, em dobro para recorrer), criando um critério único para qualquer manifestação no processo:
O prazo é em dobro para qualquer manifestação da Fazenda Pública, exceto aquelas que são aplicáveis exclusivamente contra estes entes de direito público.
O Novo CPC estabelece, ainda, a necessidade de intimação pessoal de qualquer fazenda pública com carga ou remessa dos autos, excetuadas as realizadas por meio eletrônico. No CPC/73, a necessidade de intimação pessoal tinha aplicabilidade restrita.